# Distretto di Bajǧanin
Il distretto di Bajǧanin (in kazako: Байғанин ауданы) è un distretto (audan) del Kazakistan con  capoluogo Bajǧanin.